# 天寶條鰍
天寶條鰍（學名：Nemacheilus tebo）為輻鰭魚綱鯉形目條鰍科條鰍屬的其中一種。被IUCN列為易危保育類動物，分布於亞洲印尼加里曼丹淡水流域，體長可達5.6公分，棲息在河川底中層水域，生活習性不明。

## 扩展阅读
維基物種上的相關：天寶條鰍